# Saurbek Kasbekowitsch Sidakow
Saurbek Kasbekowitsch Sidakow (russisch Заурбек Казбекович Сидаков; * 14. März 1996 in Surgut, Region Chanty-Mansijsk) ist ein russischer Ringer. Er wurde 2018 und 2019 Weltmeister im freien Stil in der Gewichtsklasse bis 74 kg Körpergewicht.

## Werdegang
Saurbek Sidakow begann als Jugendlicher 2006 mit dem Ringen. Er konzentrierte sich dabei auf den freien Stil. Zunächst rang er für den Sportclub Alany, jetzt ringt er für den Armee-Sportclub Wladikawkas. Seine Trainer waren bzw. sind Totras Archegow, Elbrus Dudajew, Wachtang Pliew und der Trainer der russischen Nationalmannschaft M. Tedejew.
Dessen Aufmerksamkeit hatte er schon im Jahre 2014 geweckt und im November dieses Jahres zur „Copa-Brasil“ in Rio de Janeiro entsandt, wo er in der Gewichtsklasse bis 65 kg gleich einen Turniersieg davontrug.
Im Januar 2015 belegte er beim renommierten „Iwan-Yarigin“-Grand-Prix in Krasnojarsk in der gleichen Gewichtsklasse hinter Iljas Bekbulatow, Russland und Brent Metcalf aus den Vereinigten Staaten den 3. Platz. Er wurde daraufhin im April 2015 in das russische Team beim Welt-Cup in Los Ales berufen. Er kam dort dreimal zum Einsatz, musste aber dort noch Lehrgeld bezahlen, denn er verlor in der Gewichtsklasse bis 65 kg gegen Mandachnaran Ganzorig, Mongolei, Franklin Maren Castillo, Kuba und Magomed Muslimow, Aserbaidschan, jeweils nach Punkten. Im August 2015 gewann er bei der Junioren-Weltmeisterschaft (Juniors) in Salvador da Bahia in der Gewichtsklasse bis 65 kg mit der Bronzemedaille hinter Teimur Mammadow, Aserbaidschan und Yuhi Fujinami, Japan, seine erste Medaille bei einer internationalen Meisterschaft.
Im Januar 2016 machte Saurbek Sidakow mit seinem Sieg beim „Iwan-Yarigin“-Grand-Prix in Krasnojarsk in der Gewichtsklasse bis 70 kg einen gewaltigen Schritt nach vorne. Er siegte dort vor seinen Landsleuten Chusey Sujunchew, Rasul Arsanalijew und Asamas Sanakojew. Er wurde daraufhin bei der Europameisterschaft in Riga in der gleichen Gewichtsklasse eingesetzt, verlor dort aber gleich seinen ersten Kampf gegen Magmedmurad Gadschiew aus Polen nach Punkten. Da dieser das Finale erreichte, konnte er in der Trostrunde weiterringen, in der er zunächst Dewid Safarjan, Armenien besiegte, im Kampf um eine Bronzemedaille aber von Asamat Nurikau aus Weißrussland nach Punkten geschlagen wurde und kam damit auf den 5. Platz.
Im Mai 2016 wurde Saurbek Sidakow in der Gewichtsklasse bis 70 kg erstmals russischer Meister bei den Senioren. Im Juni 2016 startete er bei der Junioren-Europameisterschaft in Bukarest in der Gewichtsklasse bis 74 kg, musste sich dort aber im Finale gegen Murad Suleimanow, Aserbaidschan geschlagen geben.
Im Januar 2017 belegte er beim „Iwan-Yarigin“-Grand-Prix in der Gewichtsklasse bis 70 kg hinter Israil Kasjumow den 2. Platz. Im März 2017 stand ihm bei der U 23-Europameisterschaft in Szombathely vor einer weiteren Bewährungsprobe. Er erreichte dort das Finale, in dem er allerdings gegen Gadschimurad Omarow aus Aserbaidschan unterlag. Zu weiteren Einsätzen bei internationalen Meisterschaften kam er in diesem Jahr nicht mehr.
Beim „Iwan-Yarigin“-Grand-Prix 2018 in Krasnojarsk wurde Saurbek Sidakow im Finale von dem ehemaligen Weltmeister Chetag Zabolow geschlagen. Im Mai 2018 wurde er in Moskau Militär-Weltmeister in der Gewichtsklasse bis 74 kg und einen Monat später siegte er auch bei der U 23-Europameisterschaft in Istanbul. Dabei besiegte er u. a. Johann Steinforth aus Deutschland, Awtandil Kentschadse aus Georgien und im Finale Achsarbek Gulajew aus der Slowakei. Fast noch wichtiger für seine Karriere war dann der Sieg bei der russischen Meisterschaft im August 2018. In der Gewichtsklasse bis 74 kg, in die er endgültig gewechselt war, besiegte er im Finale Chetag Zabolow. Er vertrat daraufhin sein Land auch bei der Weltmeisterschaft im Oktober in Budapest und zeigte dort eine Meisterleistung. Er bezwand dort die starken Ringer Miroslaw Kirow aus Bulgarien und Franklin Gomez Matos aus Puerto Rico. Im Viertelfinale bezwang er den Olympiasieger von 2012 und mehrfachen Weltmeister Jordan Burroughs aus den Vereinigten Staaten mit 6:5 Punkten, im Halbfinale den amtierenden Weltmeister von 2017 in der Gewichtsklasse bis 70 kg Frank Chamizo Marquez, Italien, mit 3:2-technischen Punkten und im Finale besiegte er in einem harten Gefecht Awtandil Kentschadse. Bei Punktgleichheit von 2:2 entschied dabei die letzte Wertung für ihn. Er wurde damit Weltmeister.
Im Januar 2019 stellte er mit einem Sieg beim „Iwan-Yarigin“-Grand-Prix in Krasnojarsk die Weichen für eine erfolgreiche Saison 2019. Im März 2019 stand er auch beim Team-Welt-Cup in Yakutsk in der siegreichen russischen Mannschaft. Er kam dort zweimal zum Einsatz und besiegte dabei Cristian Reinier Colombat Riviera, Kuba und Reza Alireza Afzalipaemani, Iran. Im Juni 2019 siegte er bei den 2. Europaspielen in Minsk in der Gewichtsklasse bis 74 kg. Auf dem Weg zu diesem Erfolg besiegte er Awtandil Kentschadse, Asamat Nurikau und Söner Demirtas.
Bei der Weltmeisterschaft 2019 in Nur-Sultan (Kasachstan) traf Saurbek Sidakow in der Gewichtsklasse bis 74 kg nach drei gewonnenen Kämpfen im Halbfinale auf Jordan Burroughs. Bis etwa 15 Sekunden vor dem Ende des Kampfes lag er mit 2:1 techn. Punkten in Führung. Dann gelang Burroughs eine Zweierwertung, die ihn mit 3:2 techn. Punkten in Führung brachte. Saurbek Sidakow gelang es aber in den wenigen Sekunden bis zum Ende des Kampfes noch zum 3:3 Endstand auszugleichen. Er hatte diesen Kampf deshalb auf Grund der letzten erzielten Wertung gewonnen. Burroughs verlangte noch den sog. Videobeweis, den er aber verlor. Die „1“, die Sidakow zugesprochen erhielt, war eigentlich bedeutungslos. Auch der Endkampf gegen den Italiener Frank Chamizo Marquez verlief lange Zeit ausgeglichen. Erst kurz vor Schluss gelang es Saurbek Sidakow, die nötigen Punkte zum Sieg zu erzielen. Er wurde damit zum zweiten Mal Weltmeister.

## Internationale Erfolge
| Jahr | Platz | Wettbewerb                                 | Gewichtsklasse | Ergebnisse |
| 2014 | 1.    | Copa-Brasil in Rio de Janeiro              | bis 65 kg      | vor Schichsaid Dschalilow, Russland, William Elassy, Brasilien und Kotara Tanaka, Japan                                                                      |
| 2015 | 3.    | „Iwan-Yarigin“-Grand-Prix in Krasnojarsk   | bis 65 kg      | hinter Iljas Bekbulatow, Russland und Brent Metcalf, USA, gemeinsam mit Jewgeni Erbajew, Russland                                                            |
| 2015 | 15.   | „Ali-Alijew“-Turnier in Kaspiisk           | bis 65 kg      | Sieger: Joshgun Asimow, Aserbaidschan vor Alibeggadschi Jemejew, Russland                                                                                    |
| 2015 | 3.    | Junioren-WM (Juniors) in Salvador da Bahia | bis 66 kg      | hinter Taimur Mammadow, Aserbaidschan und Yuhi Fujinami, Japan, gemeinsam mit Aaron Pico, USA                                                                |
| 2016 | 1.    | „Iwan-Yarigin“-Grand-Prix in Krasnojarsk   | bis 70 kg      | vor Chusey Sujunchew, Rasul Arsamalijew und Asamas Ssnakojew, alle Russland                                                                                  |
| 2016 | 5.    | EM in Riga                                 | bis 70 kg      | nach einer Niederlage gegen Magomedmurad Gadschijew, Polen, einem Sieg über Dewid Safarjan, Armenien und einer Niederlage gegen Asamat Nurikau, Weißrussland |
| 2016 | 2.    | Junioren-EM (Juniors) in Bukarest          | bis 74 kg      | hinter Murad Suleimanow, Aserbaidschan, vor Tigran Mnatskanjan, Armenien und Tariel Gaprindaschwili, Georgien                                                |
| 2017 | 2.    | „Iwan-Yarigin“-Grand-Prix in Krasnojarsk   | bis 70 kg      | hinter Israil Kasjumow, vor Alibeg Akbajew und Magomedchabib Kadimagomedow, alle Russland                                                                    |
| 2017 | 2.    | U 23-EM in Szombathely                     | bis 70 kg      | hinter Gadschimurad OMarow, Aserbaidschan, vor Mirza Schuluchia, Georgien und Wasil Michailow, Ukraine                                                       |
| 2017 | 1.    | „Stjepan-Sargisjan“_Turnier in Vanadzor    | bis 70 kg      | vor Konstantin Chabalaschwili, Lewan Kelechsaschwili und Omari Guridse, alle Georgien                                                                        |
| 2017 | 2.    | „Wladimir-Semenow“-Turnier in Neftejugansk | bis 70 kg      | hinter Israil Kasjumow, vor Ansor Zakujew und Ildus Ginijatullin, alle Russland                                                                              |
| 2017 | 2.    | Alany-Tournament in Wladikawkas            | bis 70 kg      | hinter Israil Kasjumow, vor Rasul Arsanalijew und Miroslaw Kirow, Bulgarien                                                                                  |
| 2018 | 2.    | „Iwan-Yarigin“_Grand-Prix in Krasnojarsk   | bis 74 kg      | hinter Chetag Zabolow, vor Kachaber Chubeschti, beide Russland und Dauletmurat Orasgiljow, Turkmenistan                                                      |
| 2018 | 1.    | Militär-WM in Moskau                       | bis 74 kg      | vor Hamed Houshung Raschidi, Iran, Baibolsyn Kurmanbekow, Kasachstan und Oszhos'gun Asimow, Aserbaidschan                                                    |
| 2018 | 1.    | U 23-EM in Istanbul                        | bis 74 kg      | nach Siegen über Dschamal Rushen Ali, Bulgarien, Johann Steinforth, Deutschland, Awtandil Kentschadse, Georgien und Archsanbek Gulajew, Slowakei             |
| 2018 | 1.    | WM in Budapest                             | bis 74 kg      | nach Siegen über Miroslaw Kirow, Franklin Gomez Matos, Puerto Rico, Jordan Burroughs, USA, Frank Chamizo Marquez, Italien und Awtandil Kentschadse           |
| 2019 | 1.    | „Iwan-Yarigin“-Grand-Prix in Krasnojarsk   | bis 74 kg      | vor Yakup Gor, Türkei, Asamat Nurikau, Weißrussland und Magomed Kurbanalijew, Russland                                                                       |
| 2019 | 1.    | Europaspiele in Minsk                      | bis 74 kg      | nach Siegen über Awtandil Kentschadse, Asamat Nurikau und Söner Demirtas, Türkei                                                                             |
| 2019 | 1.    | WM in Nur-Sultan                           | bis 74 kg      | nach Siegen über Victor Eduardo Hernandez Luna, Mexiko, Kamil Rybicki, Polen, Mao Okui, Japan, Jordan Burroughs und Frank Chamizo Marquez, Italien           |

## Russische Meisterschaften
| Jahr | Platz | Gewichtsklasse | Ergebnisse                                               |
| 2016 | 1.    | bis 70 kg      | vor Radik Walijew, Ildus Ginijatullin und Alibeg Akbajew |
| 2018 | 1.    | bis 74 kg      | vor Chetag Zabolow, Nikita Suchkow und Timur Bischojew   |

Erläuterungen
- alle Wettbewerbe im freien Stil
- WM = Weltmeisterschaft, EM = Europameisterschaft